# Embalse de Ramadi
En Ramadi (Gobernación de al-Anbar, Irak) hay dos azudes de derivación, uno en cada brazo del río Éufrates. Cada azud  está dotado de compuertas, cuya apertura o cierre permite derivar más o menos caudales hacia el lago Habbaniyah, situado al sur de Ramadi. Sin embargo, aunque el objetivo era usar esta agua para el regadío, la intensa evaporación que se produce en la región ha hecho que el agua se salinice hasta extremos imposibles de utilizar. En la margen sudoccidental del lago Habbaniya las aguas han adquirido un color rojo intenso.
El proyecto es equivalente al del embalse de Samarra en el río Tigris, desviando el agua hacia el lago Tharthar, pero los problemas son los mismos.
En diciembre de 2015, las fuerzas iraquíes recuperaron el embalse de Ramadi, que estaba en manos del Estado Islámico.